# Арсанов, Ваха Хамидович
Ва́ха Хами́дович Арса́нов (1 января 1958 — 15 мая 2005) — чеченский государственный, политический и военный деятель. Дивизионный генерал национальной армии Ичкерии, активный участник первой и второй чеченских войн — командующий Северо-Западным фронтом ВС ЧРИ. Принимал участие в создании Национальной гвардии Ичкерии и занимал пост вице-президента при Масхадове. Был одним из организаторов и руководителей операции "Джихад" по захвату Грозного в августе 1996 года.

## Ранняя биография
Родился в 1958 году в станице Наурская Наурского района ЧИАССР. Представитель тейпа Келой. После окончания школы некоторое время работал шофёром, позже в местном управлении ГАИ Чечено-Ингушской АССР, где дослужился до звания капитана милиции.
Осенью 1991 года во время противостояния республиканских властей и оппозиционного им Общенационального конгресса чеченского народа поддержал действия конгресса. С избранием Джохара Дудаева Президентом ЧРИ Арсанов избран депутатом Парламента республики, вошёл в состав комиссии по контролю за торговлей нефтепродуктами.

## В годы военных кампаний
С началом боевых действий на территории Чеченской Республики участвовал в сопротивлении Вооружённым силам России. Был назначен командующим вооружёнными подразделениями Северо-Западного фронта Вооружённых сил Ичкерии. На протяжении зимы 1994 — весны 1995 года отрядам под его руководством удалось осуществить ряд крупных боевых операций в центральной части Аргунского ущелья, у посёлка Долинский под Грозным, при обороне станицы Петропавловская, в районе Горагорска, а также захват Аргуна во время очередного этапа мирных переговоров весной 1995 года. Активно участвовал в нападении на Грозный в марте 1996 года, являлся одним из разработчиков операции штурма города в августе того же года. После заключения Хасавюртовских соглашений летом 1996 года назначен комендантом Старопромысловского района Грозного. Одним из первых распоряжений Арсанова в этой должности стал приказ открыть коридор для окружённых в Старопромысловской комендатуре российских военных частей на условиях полной сдачи ими оружия и немедленного отбытия из города. В начале декабря 1996 года был выдвинут в качестве кандидата на пост президента Чечни Партией национальной независимости, тогда же заключил соглашение с Асланом Масхадовым, став в паре с ним кандидатом в вице-президенты самопровозглашённой республики Ичкерия.

### Вице-президент Ичкерии
Позднее при Аслане Масхадове занимал пост вице-президента ЧРИ.

### Вторая чеченская война
Известно, что незадолго до начала вторжения боевиков в Дагестан в начале августа 1999 года никак себя не проявил и от ведения активных боевых действий воздержался. Более того, по некоторым сведениям, в тот период вице-президент вообще покинул территорию Чечни и переправился в соседнюю Грузию, где намеревался пройти курс лечения в связи с обострившимися заболеваниями позвоночника. Несмотря на наличие серьёзных противоречий с Президентом ЧРИ А. Масхадовым, с началом контртеррористической операции осенью 1999 года его отряды приняли участие в боевых действиях против Объединённой группировки федеральных войск в составе сил сопротивления, хотя личное участие в конфликте Арсанов открыто не афишировал. В связи с этим фактом заместитель министра иностранных дел ЧРИ Усман Ферзаули в ноябре 1999 года распространил официальное заявление руководства ЧРИ о том что, Арсанов банально скрылся от начавшейся войны и фактически самоустранился от исполнения непосредственных обязанностей. Хотя впоследствии, по мере продвижения групп Вооружённых сил России вглубь Чечни, на сетевых ресурсах повстанцев всё чаще сообщалось, что накануне войны Ваха Арсанов не бежал, а выехал за границу «с особым заданием от Президента Ичкерии». Очевидно, в январе 2004 года «задание» закончилось, поскольку с того периода вице-президент Ичкерии прервал всякие контакты с журналистами и был вынужден длительное время скрываться на конспиративных квартирах в Грозном. Хотя немногим раньше, в декабре 2001 года Масхадов специальным указом вновь уволил своего заместителя, лишил звания дивизионного генерала и наград за самовольный отъезд из Чечни.
Представители командования группировки федеральных сил в Чечне достаточно упорно объявляли о его гибели на протяжении февраля 2000 года и даже называли предположительное место его захоронения в Шатое, но все подобные сообщения были категорически отвергнуты сотрудниками военной разведки.
В январе 2002 года Масхадов попытался дистанцироваться от своих соратников и назвал Арсанова наряду с Зелимханом Яндарбиевым, Мовлади Удуговым, Шамилем Басаевым «виновниками трагедии, которую пережила Ичкерия в последние годы».
Амир Имарата Кавказ Доку Умаров вспоминал, что в 2002 году Арсанов вместе с Гелаевым и Межидовым отказались принести байат (присягу) Аслану Масхадову: «Главным выступающим был Хамзат Гелаев, который сказал, что мы воюем за республику, за Ичкерию, а не за Шариат, не за исламское государство». После долгих переговоров они дали байат Шамилю Басаеву (как военному амиру).
На протяжении активной фазы контртеррористической операции в Чечне Арсанов несколько раз предлагал свою кандидатуру в качестве посредника между представителями умеренных сепаратистов и Москвой, однако официальные лица России от контактов с ним воздерживались. Кроме того, Арсанов неоднократно заявлял, что имеет легитимное право на ведение переговоров по мирному урегулированию в Чечне и способен заменить Масхадова, если российские представители откажутся от взаимодействия с ним по этому вопросу. По сведениям издания «КоммерсантЪ», весной 2003 года, после объявленной Ахматом Кадыровым амнистии, гарантировавшей сложившим оружие боевикам прекращение уголовного преследования, представители региональной власти сумели выйти на связь с бывшим вице-президентом Ичкерии. В ответ на предложение амнистии Ваха Арсанов якобы сообщил официальным лицам из администрации Президента Чечни, что он не сложит оружие под гарантии личной безопасности и не намерен участвовать в качестве уполномоченного посредника на переговорах между сложившимися в Чечне органами исполнительной власти во главе с Ахматом Кадыровым и лидерами сопротивления.

## Гибель
Согласно официальной версии, Ваха Арсанов был убит 15 мая 2005 года в ходе проведения специальной операции в пригороде Старопромысловского района Грозного. По словам заместителя министра внутренних дел по Чечне Султана Сатуева, накануне ночью в посёлке Иваново в ходе проведения операции по пресечению деятельности НВФ в заброшенном доме № 33 была блокирована группа вооружённых лиц. После непродолжительных переговоров, отказавшись от предложения сложить оружие, находившиеся в доме боевики оказали вооружённое сопротивление сотрудникам милиции, но были уничтожены ответным огнём. В ходе визуального контроля места происшествия сотрудниками полка ППС специального назначения № 2 имени Ахмата Кадырова было изъято несколько единиц стрелкового оружия и патронов к ним, которые ранее были похищены со складов МВД Ингушетии во время нападения боевиков на республику 22 июня 2004 года. Позднее при идентификации самих тел у одного из четырёх погибших, первично опознанного как Ваха Арсанов, был обнаружен паспорт на имя Абдуллы Хамидова, выданный ранее одним из районных отделов милиции Грозного. Таким образом, с точки зрения официальных лиц, с вице-президентом Ичкерии банально не смогли договориться на предмет его добровольной сдачи, что и стало причиной его гибели в ходе спецоперации.

### Альтернативные версии гибели
В ряде СМИ вскоре после известий о ликвидации бывшего вице-президента ЧРИ появились и альтернативные версии его гибели. Так, источники в правоохранительных органах Чечни утверждали, что проведённая в посёлке Иваново спецоперация была тщательно спланирована представителями федеральных силовых структур совместно с чеченскими силами правопорядка и не носила характер случайной акции. По их словам, произошедшая ликвидация Арсанова стала результатом заранее подготовленных контртеррористических мероприятий, которые велись в республике с начала весны и изначально имели целью поимку полевого командира. Касаемо обстоятельств ночного боя, сообщалось, что ещё за три дня до штурма за домом как за местом предполагаемого укрытия боевиков было установлено оперативное наблюдение.

### Оценки произошедшего представителями самопровозглашённой ЧРИ
Реакция представителей сепаратистского движения на новости об уничтожении вице-президента Ичкерии была неоднозначной.
- Исполняющий обязанности председателя Парламента ЧРИ Селим Башаев заявил, что не располагает подлинными свидетельствами гибели Арсанова, добавив при этом, что если сообщения подтвердятся, то имеет смысл говорить о «хорошо организованном преступлении», поскольку «силовые структуры стремятся ликвидировать всех лиц, представляющих легитимное руководство Ичкерии», с тем чтобы неудобная для российских властей тема переговоров с представителями ЧРИ не поднималась более на встречах с европейскими политиками.[13]
- Спецпредставитель президента ЧРИ Ахмед Закаев распространил заявление, в котором не подтверждается, но и не опровергается факт гибели Арсанова. При этом Закаев также не исключил «самый трагический вариант произошедшего». По его версии, Арсанов был задержан бойцами республиканского ОМОНа в середине января 2005 года в посёлке Черноречье на западной окраине Грозного и до недавнего времени содержался в селении Центарой, где сотрудники охраны первого вице-премьера Правительства Чечни Рамзана Кадырова пытались склонить его к сотрудничеству[16], в частности, к участию в расширенном заседании круглого стола по проблемам Чечни, прошедшего в Страсбурге по инициативе Совета Европы. Закаев предположил, что причиной возможной гибели высокопоставленного представителя Ичкерии стал отказ от такого сотрудничества.[13]
- Представитель чеченской диаспоры в Москве Саламбек Маигов заявил радиостанции «Эхо Москвы», что факт задержания вице-президента Ичкерии никаким образом не повлияет на развитие событий внутри Чечни. Согласно его словам, находясь на свободе, Арсанов «все эти годы не принимал никакого участия в военно-политических процессах на территории Чечни и не играл абсолютно никакой роли».[11]

## Интересные факты
- В 2022 году в городе Кривой Рог ( Украина) решением городских властей улицу Рокоссовского переименовали в честь Вахи Арсанова.
- Имел «Стечкин»[17], инкрустированный золотом и бриллиантами. На рукоятке — герб Ичкерии, на стволе дарственная надпись: «командующему северо-западным фронтом Вахи Арсанову». Подпись: «президент Джохар Дудаев». Дата: «декабрь 1995 года».
- В своей статье об истории чеченского телевидения журналист «ИД Коммерсантъ» Муса Мурадов упоминал следующий случай:

Порой в эфир попадали просто сенсационные вещи. Так, однажды зрители стали свидетелями состоявшегося на каком-то правительственном совещании диалога между Зелимханом Яндарбиевым и вице-президентом Ичкерии Вахой Арсановым. Речь зашла о похищенных иностранцах. Яндарбиев, обиженный на команду Аслана Масхадова за проигранные президентские выборы, заметил, что похищениями занимаются люди Вахи Арсанова. «Да, эти иностранцы у меня»,— неожиданно признался Ваха Арсанов. И добавил, обращаясь лично к Зелимхану Яндарбиеву: «А ты попробуй-ка забери их у меня!». Председательствующий на заседании президент Чечни Аслан Масхадов вмешиваться в спор не стал.